# Адаптация (аудио-визуални изкуства)
Адаптация или нова версия представлява в света на киното, телевизионните сериали, видеоигрите или други форми на развлечение адаптирана версия или нова версия на вече съществуващо произведение. Новото съдържание обикновено се придържа към оригинала, макар че това може да варира в зависимост от различни фактори, като например избора на новите режисьори и продуценти или целите на новата версия.
Също така се използват термините преиздание и римейк. В случай че едно произведение бъде адаптирано по-малко вярно и с известна свобода, говорим за преработка или собствена или лична версия на новия автор.
Новите версии винаги са съществували в историята на киното. Причината за преработването на един филм може да произтича от различни мотивации. Една от основните е възможността да се подобри ефективността на историята благодарение на технологичното развитие: много филми са преработвани с появата на звуковото или цветното кино, или с развитието на техниките, позволяващи създаването на специални ефекти.
Създаването на нова версия може да даде възможност за популяризиране на малко познат филм (заради неговата старинност или произход от чужда страна), както и за промяна на „духа“ на оригиналното произведение чрез определени идеологически или политически решения в новата интерпретация.
От киноманска гледна точка новите версии имат предимството да представят друг поглед върху първоначалното произведение, като разкриват например разликите между два исторически и социални контекста.

## Адаптации в киното
В киното това се отнася до нова версия на вече излъчен филм. Например филмът Бандата на Оушън от 2001 г. е адаптация на едноименния филм от 1960 г.
Други примери за адаптации са:
- Quo vadis: 1902 (Люсиен Нонге и Фердинанд Зека); 1912 (Енрико Гуадзони); 1925 (Габриелино Д'Анунцио и Георг Якоби); 1951 (Мървин Лерой); 2001 (Ежи Кавалерович).
- Бен-Хур, 1907 (Сидни Олкът); 1925 (Фред Нибло), Бен-Хур, 1959 (Уилям Уайлър); Бен-Хур, 2016 (Тимур Бекмамбетов).
- Малки жени: от 1917 г. насам са направени поне шест филмови версии, сред които тези от 1933, 1949, 1994 и 2019 г.
- Оливър Туист: от 1922 г. насам са направени осем версии.
- Носферату – симфония на ужаса, 1922 (Фридрих Мурнау); Носферату – призракът на нощта, 1979 (Вернер Херцог).
- Десетте Божи заповеди, 1923 (Сесил Демил); Десетте Божи заповеди, 1956 (Сесил Демил).
- Кинг Конг: Кинг Конг, 1933 (Мериан С. Купър и Ърнест Б. Шоедзак); Кинг Конг, 1976 (Джон Гилермин); Кинг Конг 2005 (Питър Джаксън).
- Клеопатра, 1934 (Сесил Демил); Клеопатра, 1963 (Джоузеф Манкевич).
- Четирите пера, 1939 (Золтан Корда); Буря над Нил, 1955 (Золтан Корда); 1977 (Дон Шарп); 2002 (Шекар Капур).
- Опасни връзки: от 1959 г. до 2009 г. са направени шест различни версии.
- Бандата на Оушън, 1960 (Луис Майлстоун); Бандата на Оушън, 2001 (Стивън Содърбърг).
- Отвори очи, 1997 (Алехандро Аменабар); Ванила Скай, 2001 (Камерън Кроу).
- Адски дела, 2002 (Уай Кюнг Лау и Сиу Фай Мак); От другата страна, 2006 (Мартин Скорсезе)

## Телевизия
В телевизията с термина адаптация се означава нова версия на вече излъчвано предаване или местна версия на сериал, който първоначално е създаден в друга държава. Те се произвеждат по-рядко, отколкото в киното.
Някои примери са:
- Другият (1960) и Заради любовта ти (1999)
- Лъжата (1965), Любовта никога не умира (1982), Лъжата (1998), Когато се влюбиш (2010), Непростимо (2015) и още четири адаптации.
- Хавай 5-0 (1968) и Хавай 5-0 (2010).
- Есмералда (1970), Есмералда (1997), Без твоя поглед (2017) и още две адаптации.
- Мария Тереса (1972), Росалинда (1999) и още три адаптации.
- Непокорната (1974), Отмъщението (1977), Маримар (1994), Необуздано сърце (2013) и още три адаптации.
- Специален отряд (1975 – 1976) и Специален отряд (2017 – 2025).
- Бойна звезда: Галактика (1978) и Бойна звезда: Галактика (2004).
- Богатите също плачат (1979), Мария от квартала (1995) и Богатите също плачат (2022).
- Магнум (1980 – 1988) и Магнум (2018 – 2022).
- Хе-Ман и господарите на вселената (1983, 2002).
- Сватби по омраза (1983), Истинска любов (2003) и Това, което животът ми открадна (2013).
- Странното завръщане на Диана Саласар (1988) и Странното завръщане на Диана Саласар (2024).
- Любов в мълчание (1988), Говори ми за любов (1999) и Не ме оставяй (2015).
- Квантов скок (1989 – 1993) и Квантов скок (2022 – 2024).
- Бевърли Хилс, 90210 (1990) и 90210 (2008).
- Комисар Рекс (1994 – 2015), Хъдсън и Рекс (2019 – настояще) и още шест адаптации.
- Кафе с аромат на жена (1994), Кафе с аромат на жена (2021) и две мексикански адаптации.
- Никита (1997) и Никита: Отмъщението (2010).
- Грозната Бети (1999), Грозната Бети (2006 – 2010), Бети в Ню Йорк (2019) и повече от двадесет адаптации.
- Гранд хотел (2011 – 2013), Хотелът на тайните (2016), Гранд хотел (2019) и още три адаптации.

## Видеоигри
Също така терминът се използва и за видеоигрите, като се отнася до нова версия на вече съществуваща игра, в която обикновено се добавят нови детайли и се подобряват графиката и звукът. При някои адаптации може почти изцяло да се промени оригиналната игра, както е при Metroid: Zero Mission или Silent Hill: Shattered Memories. В други случаи се добавя само допълнително съдържание или играта се адаптира за нови конзоли или операционни системи. Има и такива, които комбинират и двете опции, например Final Fantasy (римейк за Nintendo DS). Новите версии на видеоигри могат да бъдат и технологично усъвършенствани, за да се подобри графиката, както при прехода на Nintendo от игрите за Nintendo 64 към 3D версията им за Nintendo 3DS.

## Преосмисляне или обновяване
В началото на XXI век терминът преосмисляне става много популярен в света на адаптациите. Този термин се използва, за да обозначи нови версии, които не следват оригиналната версия. Той е въведен от маркетинговите екипи в киното и телевизията, за да информират публиката, че новият продукт не е същият като стария.
Тези продукции обикновено съдържат препратки към оригиналните творби под формата на различни имена или концепции. Например Тенекиеният човек е преосмислена версия на Вълшебникът от Оз; главната героиня се нарича Ди Джи – препратка към Дороти Гейл, героинята от детската книга.
Някои известни продукции са:
- Планетата на маймуните (2001)
- Омагьосване (2005)

Тази практика може да се срещне и в други медии като комиксите и музиката.